# Richard Burton (football)
Pour les articles homonymes, voir Richard Burton (homonymie) et Burton.
Richard Arnold Burton (1889–1939) est un footballeur britannique qui a notamment joué pour Stoke City Football Club.